# Dolatettix spinifrons
Dolatettix spinifrons är en insektsart som beskrevs av Hancock, J.L. 1907. Dolatettix spinifrons ingår i släktet Dolatettix och familjen torngräshoppor. Inga underarter finns listade i Catalogue of Life.